# Удине, Эжен-Андре
Эжен-Андре Удине (фр. Eugène-André Oudiné, 1 января 1810, Париж — 12 апреля 1887, Париж) — французский медальер, скульптор и резчик монетных штемпелей.

## Биография
Учился медальерному искусству у Андре Галля. Затем обучался скульптуре у Луи Петито и живописи у Жана Огюста Доминика Энгра.
В 1831 году получил Римскую премию (гран-при в номинации «гравюра»). Вернувшись из Италии, получил место гравёра на Парижском монетном дворе. В 1837—1882 годах участвовал в выставках Парижского салона, неоднократно получал награды.
Кавалер ордена Почётного легиона (1857).
Создал множество произведений:
- штемпеля ряда французских (например, 5 франков 1848 года) и иностранных монет (например, 1/2 аргентинских песо 1883 года);
- медали в честь государственных деятелей, знаменитостей и событий своего времени, в том числе: императоров Наполеона I и Наполеона III, химика Клода Луи Бертолета, медальера Андре Галля, художников Жана Огюста Доминика Энгра и Ораса Верне, реставрации Собора Парижской Богоматери, изобретения фотографии, государственного переворота 2 декабря 1851 года, запуска воздушных шаров во время осады Парижа и др.;
- статуи и портретные бюсты, в том числе: королевы Бертрады (Люксембургский сад), Вирсавии (Лувр) и др.

Некоторые работы подписывал «E. A. OUDINE F.».